# 10717 Dickwalker
10717 Dickwalker è un asteroide della fascia principale. Scoperto nel 1983, presenta un'orbita caratterizzata da un semiasse maggiore pari a 2,2912605 UA e da un'eccentricità di 0,1714927, inclinata di 7,63608° rispetto all'eclittica.